# Phyllostomus
Phyllostomus (Lacépède, 1799) è un genere di pipistrelli della famiglia dei Fillostomidi.

## Descrizione

### Dimensioni
Al genere Phyllostomus appartengono pipistrelli di medie e grandi dimensioni, con lunghezza della testa e del corpo tra 75 e 130 mm, la lunghezza dell'avambraccio tra 55 e 97 mm, la lunghezza della coda tra 10 e 25 mm e un peso fino a 142 g. P.hastatus è uno dei più grandi pipistrelli americani.

### Caratteristiche craniche e dentarie
Il cranio è massiccio e robusto, con un rostro largo, basso e appiattito, una cresta sagittale alta e le arcate zigomatiche pesanti. La bolla timpanica è piccola e appiattita. Gli incisivi superiori interni sono semplici e proiettati in avanti, mentre quelli più esterni sono corti e smussati. I canini superiori hanno un largo solco sulla superficie anteriore e uno meno evidente su quella posteriore. Gli incisivi inferiori formano una fila continua tra i due canini.
Sono caratterizzati dalla seguente formula dentaria:

### Aspetto

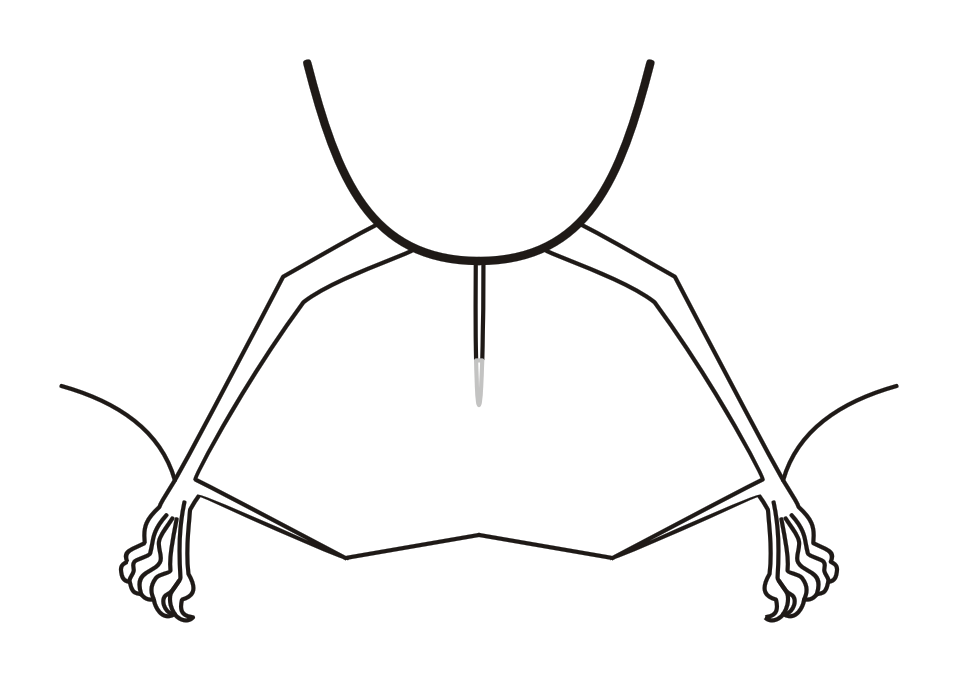
Illustrazione della parte posteriore di Phyllostomus elongatus

Il corpo è robusto ed è ricoperto di una pelliccia corta e vellutata. Le parti dorsali possono essere marroni scure o bruno-nerastre, grigiastre, bruno-rossastre o castane, mentre le parti ventrali sono alquanto più chiare. Le orecchie sono triangolari, appuntite e ampiamente separate, la foglia nasale è semplice, larga, lanceolata e separata dal labbro superiore. Sul mento è presente un solco a forma di V circondato da piccole verruche. È presente una sacca ghiandolare sulla gola, ben sviluppata nei maschi, rudimentale nelle femmine. La coda è lunga circa la metà dell'ampio uropatagio. Il calcar è lungo quanto il piede.

## Distribuzione
Il genere è diffuso in America Centrale e meridionale.

## Tassonomia
Il genere comprende 4 specie.
- Phyllostomus discolor
- Phyllostomus elongatus
- Phyllostomus hastatus
- Phyllostomus latifolius